# 大国民议会 (罗马尼亚)
大国民议会（羅馬尼亞語：Marea Adunare Naţională）是罗马尼亚社会主义共和国（1965年以前为罗马尼亚人民共和国）的立法机构。1989年12月罗马尼亚共产党政权倒台后，大国民议会被救国阵线解散，最终被两院罗马尼亚参议院和罗马尼亚众议院替代。大国民议会每四年选举一次，其中每名成员代表60000名公民。和其他共产党政权的立法机构一样，该议会名义上拥有强大的立法权，但实际上只是一个为了维持民主假象的橡皮图章。